# Ixodes antechini
Ixodes antechini este o specie de căpușe din genul Ixodes, familia Ixodidae, descrisă de Roberts în anul 1960. Conform Catalogue of Life specia Ixodes antechini nu are subspecii cunoscute.